# 三浦智和
三浦 智和（みうら ともかず、1945年 - ）は、元日本教育テレビ・テレビ朝日アナウンサー。北海道出身。

## 来歴・人物
明治大学卒業後、1971年にNETテレビのアナウンサーとして入社。報道、スポーツ実況などを担当。
『ル・マン24時間耐久レース』の実況を1987年から1991年まで担当し、1991年にマツダ・787が日本車で初めて制覇した際の実況が有名。

## 出演番組
報道番組
| 期間       | 期間      | 番組名                | 役職                 | 備考                           |
| ---------- | --------- | --------------------- | -------------------- | ------------------------------ |
| 1975年4月  | 1987年9月 | ANNニュースセブン     | シフト勤務キャスター | 一時期は、代行キャスターを担当 |
| 1975年10月 | 1987年9月 | ANNニュースファイナル | シフト勤務キャスター | 一時期は、代行キャスターを担当 |
| 1989年4月  | 1989年9月 | ANNニュースライナー   | 平日担当キャスター   | 以前は、シフト勤務を担当       |

その他
- ベスト30歌謡曲
- ワールドプロレスリング
- ル・マンへ熱き涙を
- 甦れ魔女（日ソ合作。ドキュメンタリーパートナレーター）